# José Heredia
José de Heredia y Velarde (Oviedo, 12 de octubre de 1751–Madrid, 14 de diciembre de 1814) fue un militar y político español.

## Biografía
Capitán General y Presidente de la Real Audiencia de Palma de Mallorca en 1809, fue secretario del Despacho de Guerra durante la Guerra de la Independencia entre octubre de 1810 y febrero de 1812. Murió dos años después.